# Palaeoamasia kansui
Palaeoamasia kansui es una especie extinta de mamífero penungulado del orden Embrithopoda, por lo que está relacionado lejanamente con elefantes, sirenios y damanes. Los fósiles de Palaeoamasia se han encontrado en depósitos turcos de la Formación CELTEK, que datan del Ypresiense. Posee molares superiores bilofodontes únicos, una sinapomorfia embritópoda. Es la única especie del género Palaeoamasia.